# خط عاني لعظم الفخذ
الخط العانيّ لعظم الفخذ (بالإنجليزية: Pectineal line)‏ أو الخط الممشطي (الفخذي) ، هو حَرْف (ثَلْم) يتوسط الجزء العلويّ للسطح الخلفي لعظم الفخذ ، و يرتكز فيها الجزء السفليّ عضلة العانيّة.
يمتد الخط العانيّ عالياً حتى قاعدة المدور الصغير ، بينما يمتد الجزء السفلي للخط العاني و يندمج مع خط الفخذ الحلزوني (بالإنجليزية:  spiral line of femur)‏ لتشكيل الشفة الإنسية للخط الخشن الفخذي (بالإنجليزية: medial lip of the linea aspera)‏.

## صور إضافية

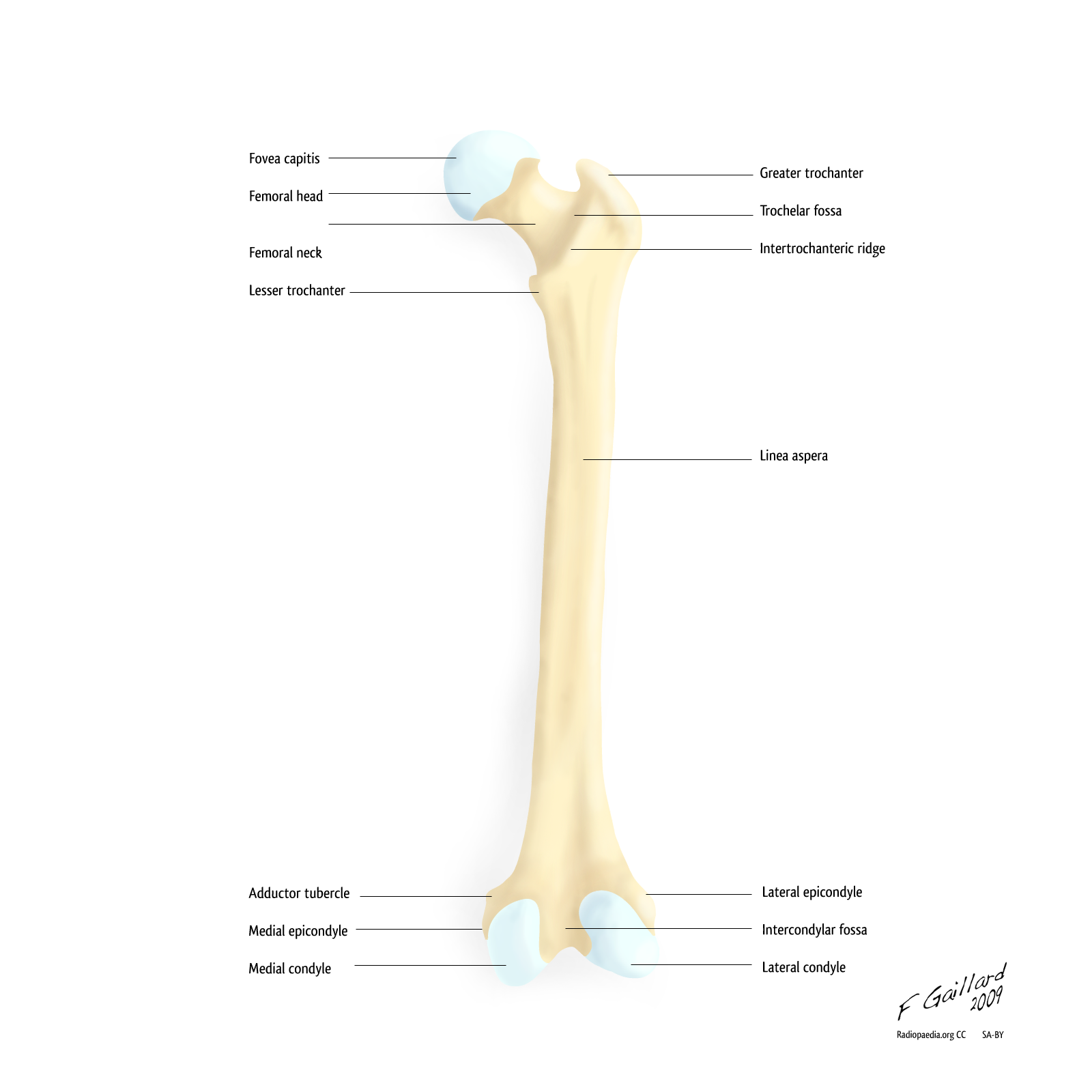
عظم الفخذ الأيمن. السطح الخلفي.
تدوير ثلاثي الأبعاد ، العضلة العانِية مبينة باللون الأحمر. الجزء السفلى منها يرتكز في الخط العاني (بالإنجليزية: Pectineal line)‏ لعظم الفخذ.
- رسم متحرك يبين العضلة العانِية ترتكز في الخط العاني (بالإنجليزية: Pectineal line)‏.
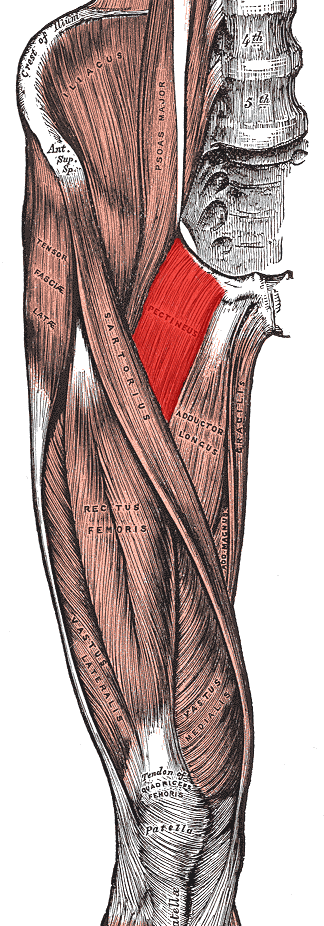
العضلة العانِية مبينة باللون الأحمر. الجزء السفلى منها يرتكز في الخط العاني (بالإنجليزية: Pectineal line)‏ لعظم الفخذ.
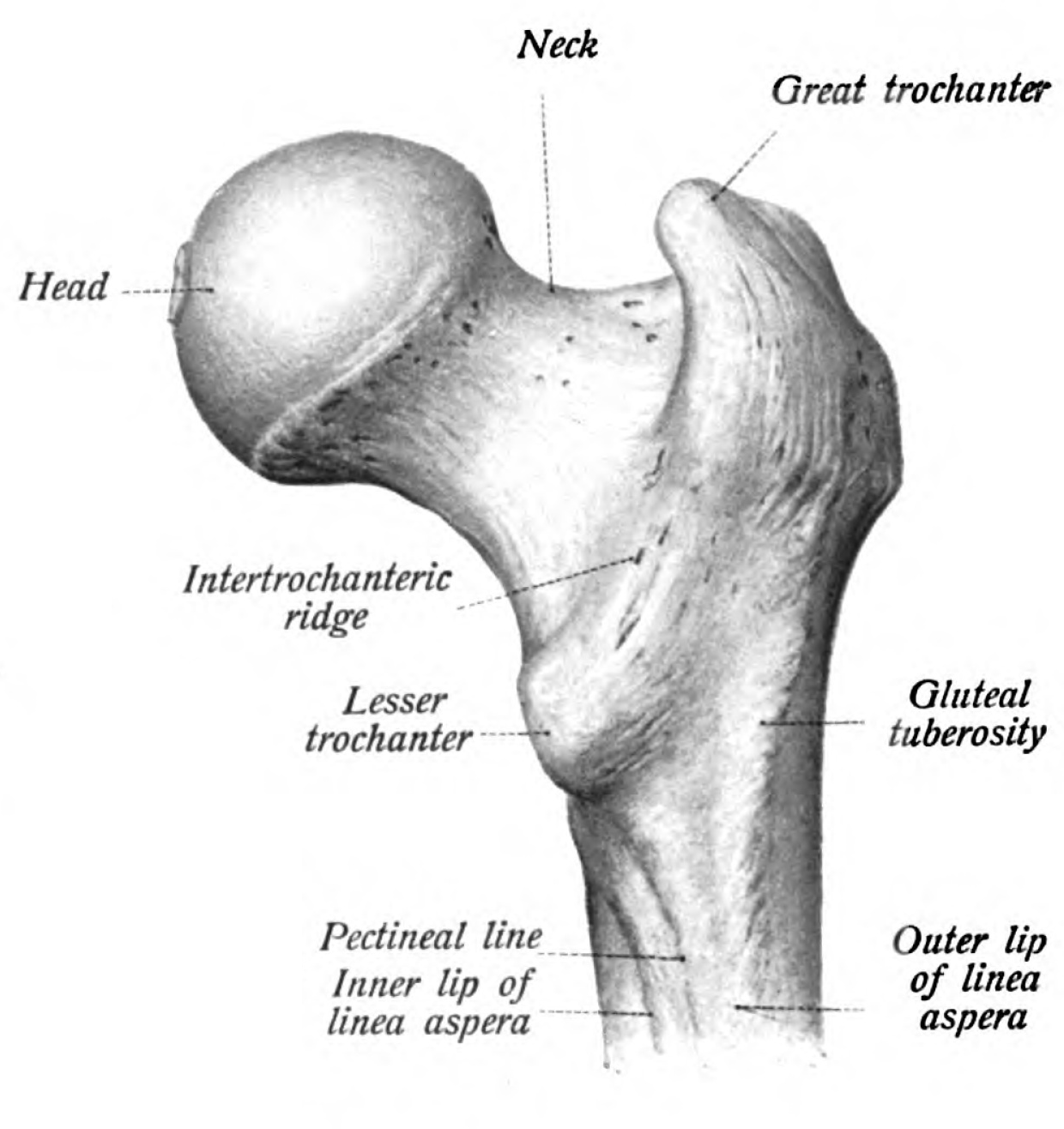
الجزء العُلوي من عظم الفخذ اليُمنى (رأس عظم الفخذ)، رؤية خلفية.